# Glenn Clarke
Glenn Clarke (Wangaratta, Victòria, 26 de juliol de 1963) va ser un ciclista australià. Va combinar la pista amb la carretera.

## Palmarès en pista
- 1986
  - Medalla d'or als Jocs de la Commonwealth en Persecució per equips

## Palmarès en ruta
- 1990
  - 1r a la Bay Classic Series
- 1992
  - 1r a la Bay Classic Series
- 1995
  - Vencedor d'una etapa a la Herald Sun Tour
  - Vencedor d'una etapa a la Volta a Nova Zelanda
  - Vencedor d'una etapa a la Bay Classic Series